# Премія «Сезар» за найкращий дебютний фільм
Премія «Сезар» за найкращий дебютний фільм (фр. César du meilleur premier film) — одна з основних нагород Академії мистецтв та технологій кінематографа Франції у рамках національної кінопремії «Сезар», яку присуджують починаючи з сьомої церемонії у 1982 році. З 1982 до 1999 року премію присуджували під назвою Найкраща дебютна робота французькою мовою (César de la meilleure première œuvre in French), та до 2005 року — Найкращий дебют у художньому кіно (César de la meilleure première œuvre de fiction). З 2006 року має теперішню назву.

## Лауреати та номінанти
Імена переможців виділено окремим кольором

### 1980-і
| Церемонія    | Фільм (українська назва)          | Оригінальна назва                    | Режисер(и)                    |
| ------------ | --------------------------------- | ------------------------------------ | ----------------------------- |
| 7-ма (1982)  | • Діва                            | Diva                                 | Жан-Жак Бенекс                |
| 7-ма (1982)  | • Садівник                        | Le Jardinier                         | Жан-П'єр Сантьє               |
| 7-ма (1982)  | • Сніг                            | Neige                                | Жан-Анрі Роже та Жульєт Берто |
| 7-ма (1982)  | • Чоловіча справа                 | Une affaire d'hommes                 | Ніколя Рібовський             |
| 8-ма (1983)  | • Померти у 30 років              | Mourir à trente ans                  | Ромен Ґупіл                   |
| 8-ма (1983)  | • Жозефа                          | Josepha                              | Крістофер Франк               |
| 8-ма (1983)  | • Любовні листи з Сомалі          | Lettres d'amour en Somalie           | Фредерік Міттеран             |
| 8-ма (1983)  | • Стрільби                        | Tir groupé                           | Жан-Клод Міссьєн              |
| 9-та (1984)  | • Алея чорних халуп               | Rue Cases-Nègres                     | Езан Пальсі                   |
| 9-та (1984)  | • Остання битва                   | Le Dernier Combat                    | Люк Бессон                    |
| 9-та (1984)  | • Доля Жульєтт                    | Le Destin de Juliette                | Алін Іссерман                 |
| 9-та (1984)  | • Слід                            | La Trace                             | Бернард Фавр                  |
| 10-та (1985) | Діагональ слона                   | La Diagonale du fou                  | Рішар Дембо                   |
| 10-та (1985) | • Хлопець зустрічає дівчину       | Boy Meets Girl                       | Леос Каракс                   |
| 10-та (1985) | • Вали звідси                     | Marche à l'ombre                     | Мішель Блан                   |
| 10-та (1985) | • Спогади, спогади                | Souvenirs, souvenirs                 | Аріель Зейтун                 |
| 11-та (1986) | • Чай у гаремі Архімеда           | Le Thé au harem d'Archimède          | Мехді Шареф                   |
| 11-та (1986) | • Гарем                           | Harem                                | Артюр Жоффе                   |
| 11-та (1986) | • Суто особиста справа            | Strictement personnel                | П'єр Жоліве                   |
| 11-та (1986) | • Капосник у підв'язках           | La Nuit porte-jarretelles            | Віржіні Тавене                |
| 12-та (1987) | • Жінка мого життя                | La Femme de ma vie                   | Режис Варньє                  |
| 12-та (1987) | • Чорний переполох                | Black Mic-Mac                        | Тома Жілу                     |
| 12-та (1987) | • Ненавиджу акторів               | Je hais les acteurs                  | Жерар Кравчик                 |
| 12-та (1987) | • Чорний і білий                  | Noir et blanc                        | Клер Деверс                   |
| 13-та (1988) | • Фінгал під оком                 | L'Œil au beur(re) noir               | Серж Мейнар                   |
| 13-та (1988) | • Розбитий квітень                | Avril brisé                          | Лірія Бежеа                   |
| 13-та (1988) | • Стяг                            | Flag                                 | Жак Санті                     |
| 13-та (1988) | • Червона спідниця                | Le Jupon rouge                       | Женев'єв Лефебре              |
| 13-та (1988) | • Чернець і чаклунка              | Le Moine et la sorcière              | Сузанна Шифман                |
| 14-та (1989) | • Життя — це довга спокійна річка | La Vie est un long fleuve tranquille | Етьєн Шатільє                 |
| 14-та (1989) | • Каміла Клодель                  | Camille Claudel                      | Бруно Нюйттен                 |
| 14-та (1989) | • Шоколад                         | Chocolat                             | Клер Дені                     |
| 14-та (1989) | • Дивне місце для зустрічі        | Drôle d'endroit pour une rencontre   | Франсуа Дюпейрон              |
| 15-та (1990) | • Безжальний світ                 | Un monde sans pitié                  | Ерік Рошан                    |
| 15-та (1990) | • Шкури                           | Peaux de vaches                      | Патриція Мазюї                |
| 15-та (1990) | • Ванна кімната                   | La Salle de bain                     | Джон Львофф                   |
| 15-та (1990) | • П'яна                           | La Soule                             | Мішель Сібра                  |
| 15-та (1990) | • Ідіть за цим літаком            | Suivez cet avion                     | Патріс Амбар                  |
| 15-та (1990) | • Терпимість                      | Tolérance                            | П'єр-Анрі Салфаті             |

### 1990-і
| Церемонія    | Фільм (українська назва)                      | Оригінальна назва                          | Режисер(и)                      |
| ------------ | --------------------------------------------- | ------------------------------------------ | ------------------------------- |
| 16-та (1991) | • Скромниця                                   | La Discrète                                | Крістіан Весан                  |
| 16-та (1991) | • Хлопчик на даху                             | Halfaouine, l'enfant des terrasses         | Ферід Боґгедір                  |
| 16-та (1991) | • Мадо: До запитання                          | Mado poste restante                        | Олександр Адабашьян             |
| 16-та (1991) | • Ультрамарин                                 | Outremer                                   | Бріжит Руан                     |
| 16-та (1991) | • Вікенд на двох                              | Un week-end sur deux                       | Ніколь Гарсія                   |
| 17-та (1992) | • Делікатеси                                  | Delicatessen                               | Жан-П'єр Жене та Марк Каро      |
| 17-та (1992) | • Змовники                                    | Les Arcandiers                             | Мануель Санчес                  |
| 17-та (1992) | • Інший                                       | L'Autre                                    | Бернар Жиродо                   |
| 17-та (1992) | • Експрес удачі                               | Fortune Express                            | Олів'є Шацький                  |
| 17-та (1992) | • Холодний місяць                             | Lune froide                                | Патрік Бушіте                   |
| 18-та (1993) | • Дикі ночі                                   | Les Nuits fauves                           | Сиріл Коллар                    |
| 18-та (1993) | • Північ                                      | Nord                                       | Ксав'є Бенуа                    |
| 18-та (1993) | • Незначні люди                               | Riens du tout                              | Седрік Клапіш                   |
| 18-та (1993) | • Вартовий                                    | La Sentinelle                              | Арно Деплешен                   |
| 18-та (1993) | • Зебра                                       | Le Zèbre                                   | Жан Пуаре                       |
| 19-та (1994) | • Аромат зеленої папаї                        | L'Odeur de la papaye verte                 | Тран Ан Хун                     |
| 19-та (1994) | • Ніжна мішень                                | Cible émouvante                            | П'єр Сальваторі                 |
| 19-та (1994) | • Син акули                                   | Le Fils du requin                          | Аньєс Мерле                     |
| 19-та (1994) | • У нормальних людей немає нічого виняткового | Les Gens normaux n'ont rien d'exceptionnel | Лоранс Феррейра-Барбоса         |
| 19-та (1994) | • Метиска                                     | Métisse                                    | Матьє Кассовітц                 |
| 20-та (1995) | • Дивися, як падають люди                     | Regarde les hommes tomber                  | Жак Одіар                       |
| 20-та (1995) | • Полковник Шабер                             | Le Colonel Chabert                         | Ів Анжело                       |
| 20-та (1995) | • Міна Танненбаум                             | Mina Tannenbaum                            | Мартіна Дюґовсон                |
| 20-та (1995) | • Ніхто мене не любить                        | Personne ne m'aime                         | Маріон Верну                    |
| 20-та (1995) | • Дрібні угоди з мерцями                      | Petits arrangements avec les morts         | Паскаль Ферран                  |
| 21-ша (1996) | • Три брати                                   | Les Trois Frères                           | Дідьє Бурдон та Бернар Кампан   |
| 21-ша (1996) | • Мати                                        | En avoir (ou pas)                          | Летиція Массон                  |
| 21-ша (1996) | • Стан місць                                  | État des lieux                             | Жан-Франсуа Ріше                |
| 21-ша (1996) | • Піґаль                                      | Pigalle                                    | Карім Дріді                     |
| 21-ша (1996) | • Розін                                       | Rosine                                     | Крістін Кар'єр                  |
| 22-га (1997) | • Чи піде сніг на різдво?                     | Y aura-t-il de la neige à Noël ?           | Сандрін Вейссе                  |
| 22-га (1997) | • Квартира                                    | L'Appartement                              | Жиль Мімуні                     |
| 22-га (1997) | • Берні                                       | Bernie                                     | Альбер Дюпонтель                |
| 22-га (1997) | • Ще                                          | Encore                                     | Паскаль Боницер                 |
| 22-га (1997) | • Мікрокосмос                                 | Microcosmos : Le Peuple de l'herbe         | Клод Нурідсані та Марі Перену   |
| 23-тя (1998) | • Дідьє                                       | Didier                                     | Ален Шаба                       |
| 23-тя (1998) | • Інший берег моря                            | L'Autre côté de la mer                     | Домінік Кабрера                 |
| 23-тя (1998) | • Демони Ісуса                                | Les Démons de Jésus                        | Берні Бонвуазен                 |
| 23-тя (1998) | • Життя Ісуса                                 | La Vie de Jésus                            | Брюно Дюмон                     |
| 23-тя (1998) | • Моє життя у рожевому кольорі                | Ma vie en rose                             | Алан Берлінер                   |
| 24-та (1999) | • Тільки Бог мене бачить                      | Dieu seul me voit                          | Бруно Подалідес                 |
| 24-та (1999) | • Внутрішні райони                            | L'Arrière Pays                             | Жак Ноло                        |
| 24-та (1999) | • Дитина із Чааби                             | Le Gone du Chaâba                          | Крістоф Ружжіа                  |
| 24-та (1999) | • Жанна і чудовий хлопець                     | Jeanne et le Garçon formidable             | Олів'є Дюкастель та Жак Мартіно |
| 24-та (1999) | • Уявне життя ангелів                         | La Vie rêvée des anges                     | Ерік Зонка                      |
| 25-та (2000) | • Подорожі                                    | Voyages                                    | Еммануель Фінкель               |
| 25-та (2000) | • Різдвяний пиріг                             | La Bûche                                   | Даніель Томпсон                 |
| 25-та (2000) | • Конвоїри чекають                            | Les Convoyeurs attendent                   | Бенуа Марьяж                    |
| 25-та (2000) | • Будь хоробрим!                              | Haut les cœurs!                            | Сольвейґ Анспах                 |
| 25-та (2000) | • Карнавал                                    | Karnaval                                   | Тома Венсан                     |

### 2000-і
| Церемонія    | Фільм (українська назва)                     | Оригінальна назва                        | Режисер(и)                           |
| ------------ | -------------------------------------------- | ---------------------------------------- | ------------------------------------ |
| 26-та (2001) | • Людські ресурси                            | Ressources humaines                      | Лоран Канте                          |
| 26-та (2001) | • Національна сьома                          | Nationale 7                              | Жан-П'єр Сінапі                      |
| 26-та (2001) | • Місце злочину                              | Scènes de crimes                         | Фредерік Шендерфер                   |
| 26-та (2001) | • Виск                                       | La Squale                                | Фабріс Женесталь                     |
| 26-та (2001) | • Дублер                                     | Stand-by                                 | Рош Стефаник                         |
| 27-ма (2002) | • Нічия земля                                | No Man's Land                            | Даніс Танович                        |
| 27-ма (2002) | • Ґрегорі Мулін проти людства                | Grégoire Moulin contre l'humanité        | Артюс де Пенґерн                     |
| 27-ма (2002) | • Моя дружина актриса                        | Ma femme est une actrice                 | Іван Атталь                          |
| 27-ма (2002) | • Птахи                                      | Le Peuple migrateur                      | Жак Перрен, Мішель Дебо та Жак Клюзо |
| 27-ма (2002) | • Дівчина з Парижу                           | Une hirondelle a fait le printemps       | Крістіан Каріон                      |
| 28-ма (2003) | • Згадувати про прекрасне                    | Se souvenir des belles choses            | Забу Брайтман                        |
| 28-ма (2003) | • Бійня                                      | Carnages                                 | Дельфін Ґлейз                        |
| 28-ма (2003) | • Ті, що втратили й шукають                  | Filles perdues, cheveux gras             | Клод Дюті                            |
| 28-ма (2003) | • Ірен                                       | Irène                                    | Іван Кальберак                       |
| 28-ма (2003) | • Як скажеш                                  | Mon idole                                | Ґійом Кане                           |
| 29-та (2004) | • Відколи поїхав Отар                        | Depuis qu'Otar est parti…                | Жулі Бертучеллі                      |
| 29-та (2004) | • Легше верблюду...                          | Il est plus facile pour un chameau...    | Валерія Бруні-Тедескі                |
| 29-та (2004) | • Батько і сини                              | Père et Fils                             | Мішель Бужена                        |
| 29-та (2004) | • Хто убив Бембі?                            | Qui a tué Bambi ?                        | Жиль Маршан                          |
| 29-та (2004) | • Тріо з Бельвіля                            | Les Triplettes de Belleville             | Сільван Шоме                         |
| 30-та (2005) | • Коли на морі приплив                       | Quand la mer monte...                    | Жиль Порте та Йоланда Моро           |
| 30-та (2005) | • Вишивальниці                               | Brodeuses                                | Елеонор Фочер                        |
| 30-та (2005) | • Хористи                                    | Les Choristes                            | Крістоф Барратьє                     |
| 30-та (2005) | • Подіум                                     | Podium                                   | Ян Муа                               |
| 30-та (2005) | • Жорстокість обмінів у помірному середовищі | Violence des échanges en milieu tempéré  | Жан-Марк Муту                        |
| 31-та (2006) | • Кошмар Дарвіна                             | Le Cauchemar de Darwin                   | Губерт Саупер                        |
| 31-та (2006) | • Невловимий                                 | Anthony Zimmer                           | Жером Салль                          |
| 31-та (2006) | • Холодний душ                               | Douches froides                          | Антоні Корльє                        |
| 31-та (2006) | • Марш пінгвінів                             | La Marche de l'empereur                  | Люк Жаке                             |
| 31-та (2006) | • Маленький Єрусалим                         | La Petite Jérusalem                      | Карін Альбу                          |
| 32-га (2007) | • Ви такі прекрасні                          | Je vous trouve très beau                 | Ізабель Мерго                        |
| 32-га (2007) | • Тринадцять                                 | 13 Tzameti                               | Гела Баблуані                        |
| 32-га (2007) | • Фрагменти Антоніна                         | Les Fragments d'Antonin                  | Ґебріел Ле Бомін                     |
| 32-га (2007) | • Злий умисел                                | Mauvaise Foi                             | Рошді Зем                            |
| 32-га (2007) | • Вибачте мене                               | Pardonnez-moi                            | Майвенн                              |
| 33-та (2008) | • Персеполіс                                 | Persépolis                               | Маржан Сатрапі та Венсан Паронно     |
| 33-та (2008) | • Ті, хто залишаються                        | Ceux qui restent                         | Анн Ле Ні                            |
| 33-та (2008) | • Тільки кохання?                            | Et toi, t'es sur qui?                    | Лола Дуайон                          |
| 33-та (2008) | • Водяні лілії                               | Naissance des pieuvres                   | Селін Ск'ямма                        |
| 33-та (2008) | • Усе пробачено                              | Tout est pardonné                        | Міа Гансен-Льове                     |
| 34-та (2009) | • Я так давно тебе кохаю                     | Il y a longtemps que je t'aime           | Філіп Клодель                        |
| 34-та (2009) | • Дім                                        | Home                                     | Урсула Маєр                          |
| 34-та (2009) | • Маскарад                                   | Mascarades                               | Льє Салем                            |
| 34-та (2009) | • Усе заради неї                             | Pour elle                                | Фред Кавайє                          |
| 34-та (2009) | • Версаль                                    | Versailles                               | П'єр Шоллер                          |
| 35-та (2010) | • Красиві хлопчаки                           | Les Beaux Gosses                         | Ріад Саттуф                          |
| 35-та (2010) | • Відхожа чарка                              | Le Dernier pour la route                 | Філіп Годо                           |
| 35-та (2010) | • Шпигун(и)                                  | Espion(s)                                | Ніколас Саада                        |
| 35-та (2010) | • Перша зірка                                | La Première Étoile                       | Люсьєн Жан-Батіст                    |
| 35-та (2010) | • Нам би лише день вистояти…                 | Qu'un seul tienne et les autres suivront | Леа Фенер                            |

### 2010-і
| Церемонія    | Фільм (українська назва)         | Оригінальна назва                   | Режисер(и)                                  |
| ------------ | -------------------------------- | ----------------------------------- | ------------------------------------------- |
| 36-та (2011) | • Генсбур. Герой і хуліган       | Gainsbourg (Vie héroïque)           | Жоанн Сфар                                  |
| 36-та (2011) | • Серцеїд                        | L'Arnacœur                          | Паскаль Шомель                              |
| 36-та (2011) | • Сімон Вернер зник...           | Simon Werner a disparu...           | Фабріс Ґобер                                |
| 36-та (2011) | • Офірний цап                    | Tête de Turc                        | Паскаль Елбе                                |
| 36-та (2011) | • Все те, що виблискує           | Tout ce qui brille                  | Жеральдін Накаш та Ерве Мімран              |
| 37-ма (2012) | • Перелітні свині                | Le Cochon de Gaza                   | Сільвен Естібаль                            |
| 37-ма (2012) | • 17 дівчат                      | 17 filles                           | Дельфін Колін та Мюріель Колін              |
| 37-ма (2012) | • Анжель і Тоні                  | Angèle et Tony                      | Алікс Делапорте                             |
| 37-ма (2012) | • Ніжність                       | La Délicatesse                      | Давід Фенкінос та Стефан Фонкінос           |
| 37-ма (2012) | • Моя маленька принцеса          | My Little Princess                  | Єва Іонеско                                 |
| 38-ма (2013) | • Луїза Віммер                   | Louise Wimmer                       | Сиріл Меннеґун                              |
| 38-ма (2013) | • Августина                      | Augustine                           | Аліс Винокур                                |
| 38-ма (2013) | • Як брати                       | Comme des frères                    | Юго Желен                                   |
| 38-ма (2013) | • Кохання на кінчиках пальців    | Populaire                           | Режі Ройснар                                |
| 38-ма (2013) | • Утримуватися                   | Rengaine                            | Рашид Джайдані                              |
| 39-та (2014) | • Хлопці, Ґійоме, до столу!      | Les Garçons et Guillaume, à table ! | Гійом Гальєнн                               |
| 39-та (2014) | • Вік паніки                     | La Bataille de Solférino            | Жюстін Тріє                                 |
| 39-та (2014) | • Позолочена клітка              | La Cage Dorée                       | Рубен Алвес                                 |
| 39-та (2014) | • Одинак                         | En solitaire                        | Крістоф Оффенштейн                          |
| 39-та (2014) | • Дівчина 14 липня               | La Fille du 14 juillet              | Антонін Перетжатко                          |
| 40-ва (2015) | • Винищувачі                     | Les Combattants                     | Тома Кайє                                   |
| 40-ва (2015) | • Обожнювана                     | Elle l'adore                        | Жан Еррі                                    |
| 40-ва (2015) | • Фіделіо або Одіссея Аліси      | Fidelio, l’odyssée d’Alice          | Люсі Борлето                                |
| 40-ва (2015) | • Тусовщиця                      | Party Girl                          | Марі Амашукелі, Клер Бюргер та Самюель Тейс |
| 40-ва (2015) | • Хай благословить Аллах Францію | Qu'Allah bénisse la France          | Абд аль-Малік                               |
| 41-ша (2016) | • Мустанг                        | Mustang                             | Деніз Ґамзе Ерґювен                         |
| 41-ша (2016) | • Справа СК1                     | L'Affaire SK1                       | Фридерик Телльє                             |
| 41-ша (2016) | • Ковбої                         | Les Cowboys                         | Тома Бідеґен                                |
| 41-ша (2016) | • Ні на небесах, ні на землі     | Ni le ciel ni la terre              | Климент Кожітор                             |
| 41-ша (2016) | • Разом або ніяк                 | Nous trois ou rien                  | Кейрон                                      |
| 42-га (2017) | • Божественні                    | Divines                             | Уда Беньяміна                               |
| 42-га (2017) | • Розалі Блюм                    | Rosalie Blum                        | Жульєн Раппно                               |
| 42-га (2017) | • Сигарети і гарячий шоколад     | Cigarettes et Chocolat chaud        | Софі Рейн                                   |
| 42-га (2017) | • Танцівниця                     | La Danseuse                         | Стефані ді Джусто                           |
| 42-га (2017) | • Чорний алмаз                   | Diamant noir                        | Артур Арарі                                 |
| 43-тя (2018) | • Дрібний фермер                 | Petit Paysan                        | Юбер Шаруель                                |
| 43-тя (2018) | • Він і Вона                     | Monsieur et Madame Adelman          | Ніколя Бедос                                |
| 43-тя (2018) | • Молода жінка                   | Jeune Femme                         | Леонор Серрай                               |
| 43-тя (2018) | • Пацієнти                       | Patients                            | Гран Кор Маляд                              |
| 43-тя (2018) | • Сире                           | Grave                               | Джулія Дюкорно                              |
| 44-та (2019) | • Шахерезада                     | Shéhérazade                         | Жан-Бернар Марлін                           |
| 44-та (2019) | • «Дикий»                        | Sauvage                             | Каміль Відаль-Наке                          |
| 44-та (2019) | • «Лоскоти»                      | Les Chatouilles                     | Андреа Бескон та Ерік Матає                 |
| 44-та (2019) | • «Опіка»                        | Jusqu'à la garde                    | Ксав'є Легран                               |
| 44-та (2019) | • «Розмите кохання»              | L'Amour flou                        | Романа Боренже та Філіпп Реббо              |